# Zalman Abramow
Zalman Abramow (hebr.: זלמן אברמוב, ang.: Zalman Abramov, ur. 23 kwietnia?/6 maja 1908 w Mińsku, zm. 5 marca 1997) – izraelski polityk, w latach 1959–1977 poseł do Knesetu, w latach 1974–1977 zastępca przewodniczącego parlamentu.
W wyborach parlamentarnych w 1959 po raz pierwszy dostał się do izraelskiego parlamentu. Zasiadał w Knesetach IV, V, VI, VII i VIII kadencji.